# Refuge des Barmettes
Le refuge des Barmettes est un refuge de montagne situé en France dans le département de la Savoie en région Auvergne-Rhône-Alpes.

## Caractéristiques
Le refuge bénéficie d'un gardiennage. Il possède un dortoir de 16 places et 4 chambres dont chacune permet 3 places. Au total, la capacité d'accueil du refuge est de 24 places.

## Accès
Pour rejoindre le refuge, il faut se rendre à Pralognan. Après quoi, en période estivale, prendre le téléphérique du mont Bochor. Une fois arrivé au sommet de ce dernier, il faut emprunter un sentier situé à flanc de coteau débouchant sur le refuge. Durant la période hivernale, il est possible de se rendre au refuge en prenant le télésiège du Génépi.

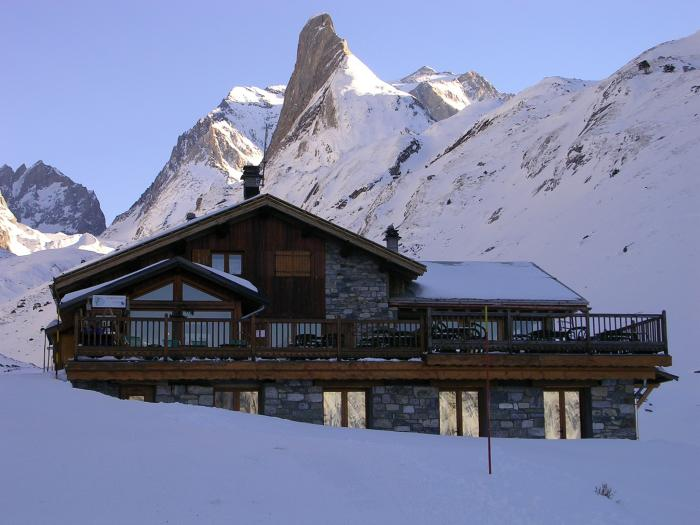
Vue enneigée du refuge.
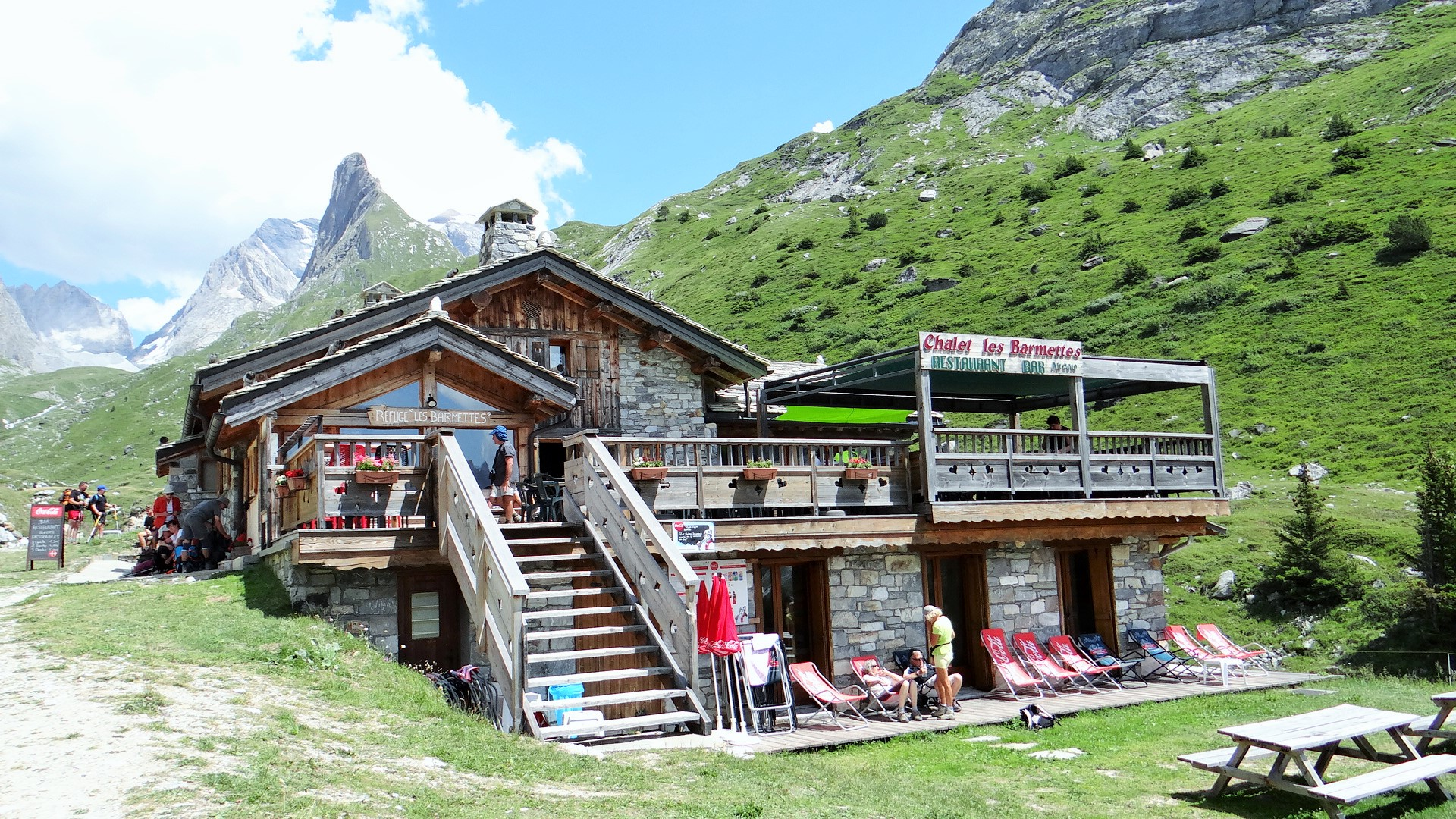
Refuge en été.